# Celia Rose Gooding
Celia Rose Gooding (Nova Iorque, 22 de fevereiro de 2000) é uma atriz americana e cantora. Ela fez sua estreia na Broadway no papel de Mary Frances "Frankie" Healy no musical Jagged Little Pill pelo qual ela ganhou um Grammy Awards em 2021 (Grammy Award de Melhor Álbum de Teatro Musical) e foi indicada para o 74º Tony Awards, tornando-se uma das mais jovens indicadas na categoria aos 20 anos. Sua mãe é Rhonda LaChanze Sapp, conhecida profissionalmente como LaChanze, uma atriz, cantora e dançarina americana. Ela desempenha o papel de Nyota Uhura na série original Paramount+ Star Trek: Strange New Worlds.

## Infância e educação
Gooding foi criada em Nova York, Nova York. Ela nasceu da atriz, cantora e dançarina LaChanze, e Calvin Gooding, que morreu nos ataques de 11 de setembro. Ela tem uma irmã, Zaya.
Gooding frequentou a Hackley School em Tarrytown, Nova York, com sua irmã, e se formou com honras em artes cênicas. Ela ocasionalmente tirava licenças do ensino médio para fazer leituras para um musical que ela estava envolvida no desenvolvimento, Jagged Little Pill. Na oficina durante seu primeiro ano, ela teve três horas de tutoria pela manhã antes dos ensaios, para substituir o ensino regular. Seu projeto sênior girava em torno de sua participação no teste fora da cidade no final de seu último ano. Seu outro treinamento incluiu estudar dança no Instituto Alvin Ailey e estudar Atuação e Cinema com concentração em Shakespeare no Conservatório Berridge na Normandia.
Em 2018, Gooding começou a frequentar a Pace University. Ela inicialmente se formou em Teatro Musical e Psicologia Infantil; ela abandonou o último curso durante seu segundo e último semestre. Ela deixou a Pace depois de seu primeiro ano, quando os ensaios para a Broadway de Jagged Little Pill começaram em setembro de 2019.

## Carreira de atriz
Gooding queria se tornar atriz quando viu sua mãe ganhar o Tony Award de Melhor Atriz em um Papel Principal em um Musical por A Cor Púrpura em 2006 na TV. No entanto, ela só começou a participar de produções de teatro musical na nona série. Ao longo de sua experiência no ensino médio, Gooding desempenhou vários papéis, como Carmen na produção de Fame da Rosetta LeNoire Musical Theatre Academy.
Em 2017, aos 17 anos, Gooding foi escalada para a primeira leitura de 29 horas de Jagged Little Pill, um musical original escrito por Diablo Cody baseado na música da artista vencedora do Grammy Alanis Morissette, que incluiu estrelas como Idina Menzel. Ela originou um dos papéis principais do show, Frankie Healy: uma ativista bissexual negra de 17 anos que foi adotada por uma família branca abastada em um subúrbio de Connecticut. Ela participou do laboratório de 2018 e depois da estreia mundial do show no American Repertory Theatre em Cambridge, Massachusetts, em maio de 2018.
Gooding reprisou seu papel como Frankie quando o show foi transferido para a Broadway em novembro de 2019 no Broadhurst Theatre. Ela recebeu elogios, incluindo Debut of the Month da Broadway World, uma indicação ao Clives Barnes Award, e Debut of the Year da Broadway.com. Ela também foi homenageada como uma das BET´s Future 40. Ela também se apresentou no Late Night with Seth Meyers,  Dick Clark's New Year's Rockin' Eve com Ryan Seacrest, e Good Morning America.
Em 2019, Gooding e sua mãe, LaChanze, fizeram história ao se tornar a primeira mãe e filha a se apresentar na Broadway ao mesmo tempo, com LaChanze estrelando A Christmas Carol e Gooding estrelando Jagged Little Pill.
Gooding recebeu elogios por sua atuação em Jagged Little Pill, que fechou indefinidamente devido à pandemia do COVID-19. Ela recebeu o prêmio de Melhor Ator em um papel de destaque em um musical no Antonyo Awards inaugural e foi indicada para o Tony Award de Melhor Atriz em um papel de destaque em um musical. Ela também participou do Playbill Pride Spectacular 2020 junto com a co-estrela Lauren Patten.
Ela foi incluída no elenco da série da Paramount+ Star Trek: Strange New Worlds como Nyota Uhura.
Em 24 de setembro de 2021, Gooding anunciou que não retornaria ao Jagged Little Pill devido ao suposto tratamento transfóbico e abusivo dos membros não binários do elenco do programa.

## Vida pessoal
Gooding é bissexual. Ela também tem dois gatos chamados Pongo e Sushi.

## Ativismo
Gooding tem sido uma voz importante sobre as questões em torno de ser negro na Broadway. Ela participou do programa "Offstage" do New York Times  em junho de 2020 que discutiu a justiça racial na Broadway, um painel na ABC sobre as realidades de ser negro na Broadway para o Black History Month, e um painel beneficente Black Theatre Matters apresentado por Samantha Williams.
Por causa de sua participação no programa Jagged Little Pill, Gooding também falou sobre justiça para a comunidade LGBTQ + e a comunidade de adoção inter-racial.
Ela participou de um painel para normalizar o consentimento e a defesa de vítimas de agressão sexual para a série de verão de 2020, Transformação 2020: Democracia Popular Definida com a co-estrela Kathryn Gallagher.

## Atuação

### Cinema
| Year | Title      | Role | Notes |
| ---- | ---------- | ---- | ----- |
| 2022 | Breakwater | Jess |       |

### Televisão
| Ano       | Programa                                                   | Papel                             | Observações |
| --------- | ---------------------------------------------------------- | --------------------------------- | --- |
| 2019      | Good Morning America                                       | Ela própria                       | Episódio: 12 de dezembro de 2019                                                                                               |
| 2019      | Tamron Hall                                                | Convidado Musical                 | Episódio: LaChanze/Celia Rose Gooding                                                                                          |
| 2019      | Today (programa TV americano)                              | Performista                       | |
| 2019-2020 | Broadway.com                                               | Ela própria                       | Cinco episódios: Agosto na Broadway; novembro de 2019; dezembro de 2019; janeiro de 2020; junho de 2020                        |
| 2019-2020 | Broadway.com #LiveatFive                                   | Ela própria                       | dois episódios: Celia Rose Gooding; Michael James Scott com Alex Newell, Celia Rose Gooding e Christian Dante White            |
| 2020      | Stars in the House                                         | Ela própria                       | quatro episódios; elenco de JAGGED LITTLE PILL; Gen Z Broadway; Celebrando Tony Awards 2020 Parte 2; Thanksgiving Parade Stars |
| 2020      | Take Me to the World: A Sondheim 90th Birthday Celebration | Performista                       | I'm Still Here (Follies song)                                                                                                  |
| 2020      | Project Sing Out!                                          | Ela própria/produtor consultor    | |
| 2020      | Broadway Whodunit: Escape from Camp Eerie                  | Rebecca Garfinkel/Alberta Justice | Video |
| 2020      | Broadway Whodunit: All Hallows’ Eve                        | Bella Bram                        | Video |
| 2020      | My Halloween Friends                                       | Ela própria                       | Curta |
| 2020      | Arthur Miller Foundation Honors                            | Performista                       | Especial para TV |
| 2021      | 74th Tony Awards                                           | Performista/Indicada              | |
| 2022      | Star Trek: Strange New Worlds                              | Nyota Uhura                       | |

### Teatro
| Ano       | Produção                     | Papel                        | Local                | Datas                                       | Obervações                           |
| --------- | ---------------------------- | ---------------------------- | -------------------- | ------------------------------------------- | ------------------------------------ |
| 2018      | Jagged Little Pill (musical) | Mary Frances "Frankie" Healy | Loeb Drama Center    | 5 de maio a 15 de julho de 2018             |                                      |
| 2019-2020 | Jagged Little Pill (musical) | Mary Frances "Frankie" Healy | Broadhurst Theatre   | 5 de dezembro de 2019 - 12 de março de 2020 |                                      |
| 2021      | Sisgendered                  | Ela própria                  | Feinstein's/54 Below | 7 de dezembro de 2021                       | Performista especialmente convidada. |